# Chaliella anicanella
Chaliella anicanella is een vlinder uit de familie van de Heterogynidae. De wetenschappelijke naam van de soort is voor het eerst geldig gepubliceerd in 1850 door Charles Théophile Bruand d'Uzelle.